# Prêmio Machine
| Criação                                                               | 2016                                                      |
| --------------------------------------------------------------------- | --------------------------------------------------------- |
| Categoria                                                             | Premiação Extraoficial de Carnaval                        |
| Especialidade                                                         | Bastidores; Profissionais que Atuam na Passarela do Samba |
| Cores do Pavilhão do Prêmio Machine                                   | Ouro, Prata e Branca                                      |
| Casal de Mestre Sala e Porta Bandeira (permanentes) do Prêmio Machine | Vladimir e Ângela Bulhões                                 |
| Presidente de Honra                                                   | José Carlos Farias Caetano (Machine)                      |
| Assessoria da Presidência de Honra                                    | Viviane Caetano                                           |
| Gestão & Direção Geral                                                | Catia Calixto                                             |
| Direção Administrativa                                                | Elizabeth Rodrigues                                       |
| Direção Patrimonial                                                   | Denise Pinto Pereira                                      |
| Gerência de Produção                                                  | Paulo Alcântara                                           |

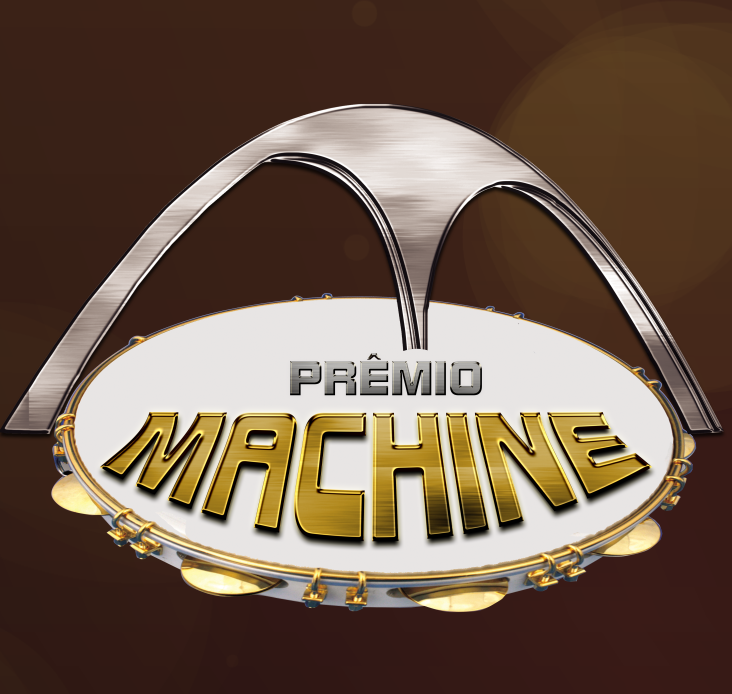
Prêmio Machine - Bastidores do Carnaval Carioca

O Prêmio Machine - Bastidores do Carnaval Carioca foi criado em 2016. É um prêmio extraoficial dos bastidores do carnaval carioca focado geograficamente na Passarela do Samba, o Sambódromo. Idealizado por Cátia Calixto, com coordenação de Denise Pinto Pereira e Elizabeth Rodrigues, no intuito de homenagear José Carlos Farias Caetano, o Machine, o Síndico da Passarela. O objetivo é dar visibilidade, reconhecer o trabalho executado e premiar profissionais que passam anônimos pela Marquês de Sapucaí no Carnaval. A equipe do prêmio junto com a equipe Machine, escolhem e indicam três profissionais de cada modalidade das cinco categorias (Serviços; Cobertura Jornalística; Preparação de Desfile; Empresas e Entidades e Homenagem Especial). Um Corpo Técnico formado por personalidades do mundo do samba escolhe um vencedor dentre os indicados. Em 2016 a cerimônia de premiação foi na quadra da G.R.E.S. Estácio de Sá, em 2017 foi no Centro Cultural João Nogueira, antigo Imperator.

## História
O Prêmio Machine – Bastidores do Carnaval Carioca foi criado em 2016, idealizado por Cátia Calixto, coordenado por Denise Pinto Pereira e Elizabeth Rodrigues deram vida a esse ideal no intuito de homenagear José Carlos Farias Caetano – Machine, o Síndico da Passarela. Observando ano após ano o Carnaval, e principalmente a passarela do samba, chegaram à conclusão de que se fazia necessário homenagear e premiar os anônimos da Sapucaí. É uma premiação extraoficial dos Bastidores do Carnaval Carioca focado geograficamente nos profissionais que atuam na Passarela do Samba. O evento foi inspirado na história do “Síndico do Samba”, Jose Carlos Farias Caetano, mais conhecido como Machine. Ele está na passarela do samba desde a sua fundação, começou como faxineiro, depois de fazer de tudo no carnaval, virou Síndico da Passarela.

### Machine
Com um histórico de 32 anos de Marquês de Sapucaí, José Carlos Farias Caetano é conhecido por todos os sambistas como o Síndico da Passarela. Ele é conhecedor de toda e qualquer ação que ocorra dentro da Passarela Professor Darcy Ribeiro, mais conhecida como Sambódromo do Rio de Janeiro. Tal tarefa é tão intensa que no período que antecede o carnaval, ele mora, literalmente, no sambódromo, seu endereço passa a ser o de uma sala nos fundos da arquibancada do setor 03. Nesta sala ficam fixadas nas paredes várias planilhas com o mapa de Ensaios Técnicos para que a Equipe Machine faça a segurança e mantenha a ordem na Sapucaí. Machine é o guardião de todos os segredos que irão ser apresentados na avenida pelas agremiações e coordenador da montagem e desmontagem dos equipamentos na passarela. Machine estabelece uma relação de confiança, que é imprescindível para a realização do maior espetáculo da Terra.

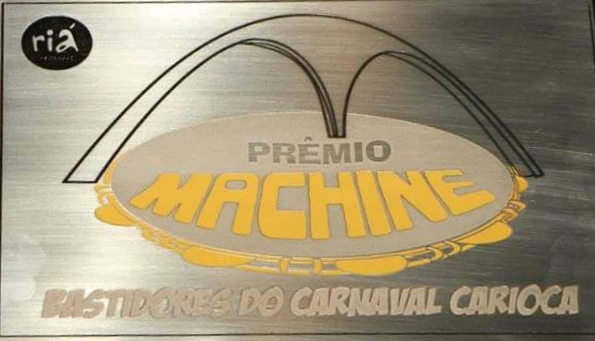
Troféu do Prêmio Machine - Bastidores do Carnaval Carioca - 2017

## Prêmio
A coordenação do prêmio junto à Equipe Machine se fazem presentes em todos os ensaios técnicos na Sapucaí, escolhem e indicam 03 (três) profissionais que mais se destacam naquele ano. São profissionais de cinco categorias (Serviços; Cobertura Jornalística; Preparação de Desfile; Empresas e Entidades e Homenagem Especial), dessas categorias se subdividem em modalidades específicas: Serviços: Montagem, Desmontagem e Manutenção; Decoração; Limpeza; Segurança. Cobertura Jornalística: Jornal; Site;  TV; Web TV;  Rádio e Web Rádio; Assessoria de Imprensa. Preparação de Desfile: Coreógrafo de Comissão de Frente; Apresentador de Casal de Mestre Sala e Porta Bandeira; Diretor de Harmonia; Coreógrafo de Ala; Coreógrafo de Ala de Passistas;  Mestre de Bateria;  Diretor (Tia) de Ala das Baianas; Velha Guarda;  Destaque; Escola de Samba-Mirim. Empresas e Entidades. Compromisso Social e Homenagem Especial. Após a escolha dos 03 (três) profissionais indicados, um Corpo Técnico formado por personalidades do mundo do samba e do carnaval escolhem o vencedor de cada modalidade, que somente é divulgado no dia da cerimônia de premiação. Em 2017 esse Corpo Técnico foi formado por Bruno Chateaubriand (Jornalista, Empresário e Julgador do Estandarte de Ouro); Haroldo Costa (Ator, Produtor, Escritor, Jornalista e Sambista); Helena Theodoro (Escritora, Doutora em Filosofia, Pesquisadora de cultura afro-brasileira); Maria Augusta (Carnavalesca); Mestre Dionísio (Fez parte do Balé Folclórico de Mercedes Baptista, é presidente e fundador da 1ª Escola de Mestre sala, Porta bandeira e Porta Estandarte do Rio de Janeiro e integrante e parceiro da Companhia Arquitetura do Movimento); e Rachel Valença (Professora, pesquisadora e escritora).
| Modalidade                         | 2016 | 2017                                           |
| ---------------------------------- | --- | ---------------------------------------------- |
| Montagem, Desmontagem e Manutenção | Luiz e Renato Loquear (Mectubo) | Florisvaldo (Mectubo)                          |
| Decoração                          | Chiquinho FH | Cairo                                          |
| Limpeza                            | Alcino (Heisden) | Ana Romualdo (Sanitas)                         |
| Segurança                          | Coronel Celso | Márcia                                         |
| Jornal                             | Jornal do Sambista | Batucada do Samba                              |
| Site                               | SRZD | Portal Sambrasil                               |
| TV                                 | Brasil | Globo                                          |
| Web TV                             | | Tv G Rio                                       |
| Rádio e Web Rádio                  | Tupy e 94 | Rádio Arquibancada                             |
| Assessoria de Imprensa             | | Joice Hurtado (Estácio de Sá)                  |
| Coreógrafo de Comissão de Frente   | Priscilla Mota e Rodrigo Neri (Grande Rio) e Patrick Carvalho (União da Ilha) | Jorge e Saulo (Mocidade)                       |
| Apresentador de Casal de M.S e P.B | José Bonifácio Júnior | Vilmar (Imperatriz)                            |
| Diretor de Harmonia                | Jomar Casemiro (Salgueiro), Renata Cristina (Mocidade) Siromar Carvalho e Alda Anderson | Amauri (Porto da Pedra)                        |
| Coreógrafo de Ala                  | Bira Dance | Fábio Costa (Unidos da Tijuca)                 |
| Coreógrafo de Ala de Passistas     | Carlinhos do Salgueiro, Gabriel Castro (Império Serrano), Alex Coutinho (Tuiuti) e Rose Alves (Renascer) | Rafael (São Clemente)                          |
| Mestre de Bateria                  | Rodrigo Bocoia (Explosão), Vitor Art (Mangueira) e Dinho (Renascer) | Ciça (União da Ilha)                           |
| Diretor (Tia) de Ala das Baianas   | Tia Nilda (Mocidade) | Tia Damiana (Unidos de Padre Miguel            |
| Velha Guarda                       | | Portela                                        |
| Destaque                           | Luiz Hernesto ACP | Tânia Índio do Brasil (Mangueira)              |
| Escola de Samba Mirim              | Inocentes da Caprichosos, Miúda da Cabuçu e Corações Unidos do CIEP | Herdeiros da Vila                              |
| Compromisso Social                 | Piraquê S.A. | Instituto Cultural Candonga                    |
| Destaque em Serviços               | | COMLURB                                        |
| Entidades                          | LIESA, LIERJ, LIESB, Samba é Nosso, AESM, RioTur e Associação da Velha Guarda |                                                |
| Homenagem Especial                 | Anísio Abraão David | Nilcemar Nogueira                              |
| Diretor de Ala                     | Edu e Beto (Os Ursinhos) |                                                |
| Torcidas                           | Guerreiros da Vila; Leões da Estácio; Nação Mangueirense; Nação Verde Rosa; Raiz Mangueirense; Garras do Tigre; Independentes da Mocidade; Cobras da Caprichosos; Família Tijucana; Nação Leopoldinense; Guerreiros da Águia; Amigos da Águia; Nação Portelense; Guardiões da Águia; PortelAmor; La Paladina Clementiana; Torcidas Organizadas do Salgueiro; Soberanos da Beija-Flor; Sou Grande Rio; Devotos da Coroa e Portelense Sangue Azul |                                                |
| Menção Honrosa                     | | Corpo de Bombeiros da Cidade do Rio de Janeiro |

Intendente Magalhães
Em 2020 o Prêmio Machine – Bastidores do Carnaval Carioca premiou também os profissionais dos desfiles da Intendente Magalhães, em categorias. Dentre as 32 agremiações que se apresentaram nas três noites de desfiles, foram distribuídos os seguintes prêmios:
| CATEGORIA                    | 2020                                                         | 2022 |  |
| ---------------------------- | ------------------------------------------------------------ | ---- |  |
| Ala das Baianas              | - Lins Imperial                                              |      |  |
| Ala de Passistas             | Rosa de Ouro                                                 |      |  |
| Carnavalesco                 | Leo Jesus (Engenho da Rainha)                                |      |  |
| Mestre Sala e Porta Bandeira | - Francisco Alves e Grazy Santos Alves - (Vila Santa Teresa) |      |  |
| Comissão de Frente           | - Unidos do Jacarezinho                                      |      |  |
| Destaque / Revelação         | - Ana Paula Café - (Apoio de Destaque da Em Cima da Hora)    |      |  |
| Diretor de Harmonia          | Nelson Marinho e Rodrigo Pretta (Independentes de Olaria)    |      |  |
| Enredo                       | - “Madonas Negras do Brasil” - (Leão de Nova Iguaçu)         |      |  |
| Intérprete                   | - Kisandro Lourinho - (Vicente de Carvalho)                  |      |  |
| Mestre de Bateria            | Mestre Armando Guilherme (União de Maricá)                   |      |  |
| Velha Guarda                 | Passa-Régua                                                  |      |  |